# 背番号

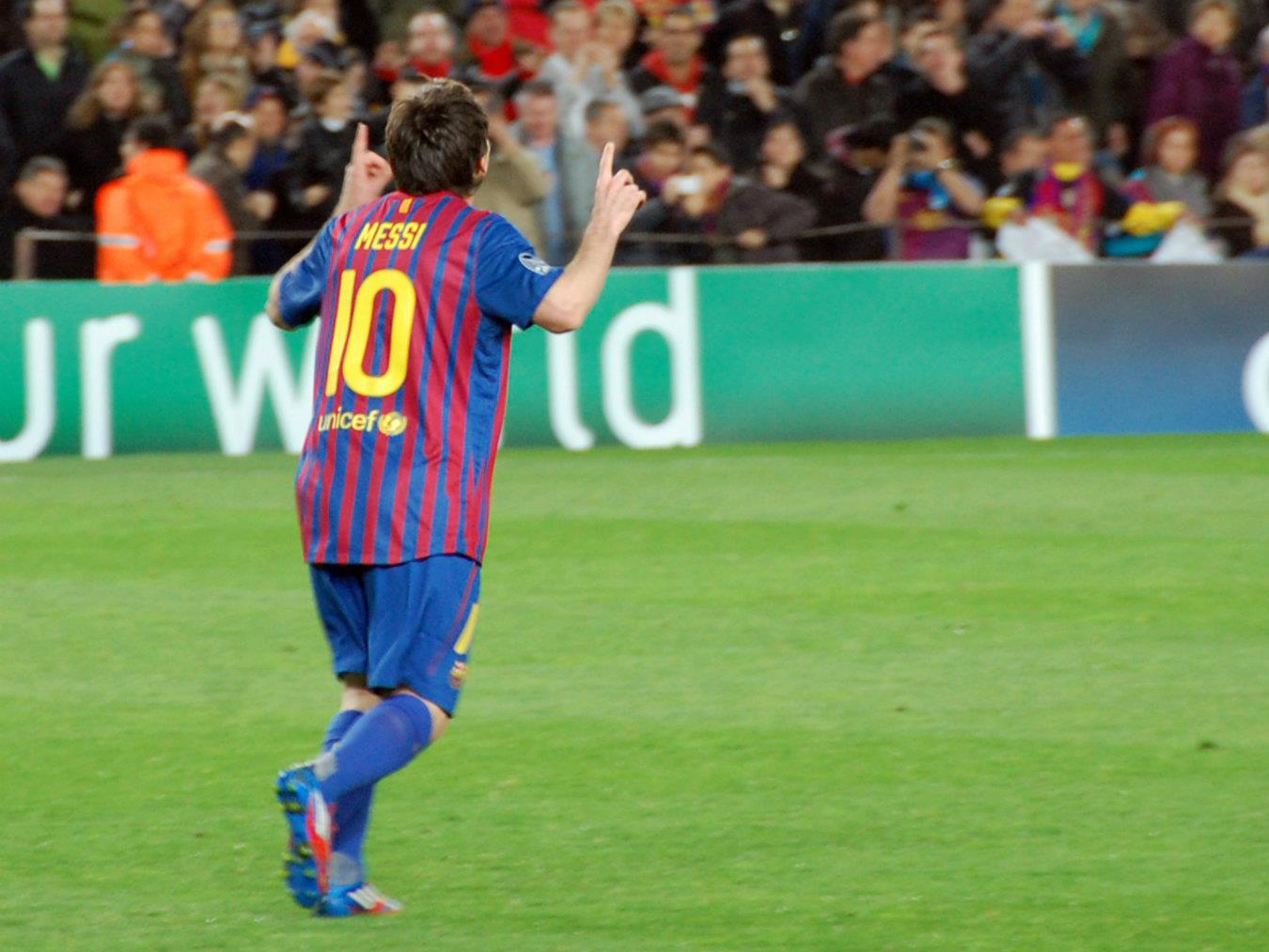
サッカーの場合（リオネル・メッシ）。この場合は選手の名前とチーム名も記載されている。

背番号（せばんごう）とは、スポーツ選手のユニフォームの背中に識別のためにつける番号のことである。

## 概要
団体競技の場合には、たいていのスポーツで背番号が与えられ、競技によっては背番号により大まかなポジションが推定可能である場合がある。
個人競技の場合には、ゴルフなど背番号とは無縁のものと、陸上競技などのように背番号（選手登録時に申告した番号または競技会主催者が用意したもの）が与えられるものがある。
背番号の文字には現代では、アラビア数字が使われるが、日本においては漢数字が使われた時代がある。競技によっては、特定の数字の使用を禁じるルールが採用される場合もある。
背番号は単なる数字ではなく、時に選手の象徴となり、しばしば思い入れや敬意の対象になる。プロスポーツにおいては、名選手を称えるためにその選手の背番号を永久欠番として使用を控える場合がある。また、永久欠番までには至らなくても、そのチームにおいて名誉ある背番号であるとされる場合もある。

## 陸上競技
陸上競技では、1人の選手が複数の種目に参加することもあり、他の選手と重複しない1つの番号を種目に関係なく使う。所属団体や参加する大会の単位で採番されるため、チームごとに採番される「背番号」とは位置づけが異なる。球技の場合における、協会や連盟から発行される登録者番号に等しいものと考えることができる。
地区レベルの大会では、選手が所属する地区の陸上競技協会へ選手登録（登記）する際に申告した番号を使用する。競技会では、番号を書いた布地（ゼッケン。日本陸上競技連盟による正式名称は「ナンバーカード」。最近は後者で呼ぶことが普通）を服装の前面と背面に縫いつける。ただし、地域のシティマラソンや大規模な大会の場合は不織布でつくられたものを、その大会のみ使用することが多い。
競技会によっては、トラック競技の順位判定における番号確認を容易にするため、同一組の選手に1から順に番号を割り当てた通称「腰ゼッケン」をパンツの右側に付ける。ただし、リレー競技の場合はアンカーのみが使用。腰ゼッケンは大抵の場合、主催者によって用意される。
夏季オリンピックや世界陸上選手権、全国規模の大会や冠スポンサーが付いた大会などでは、主催者によって用意された、冠スポンサー名・大会名入りナンバーカードを用いる。
番号は、登録者の数もあり3桁や4桁に及ぶ。また、球技のような永久欠番という概念はなく、特定の選手に暗黙で特定の番号が割り当てられるということもない。日本国内の競走では、車両ナンバープレートと同じフォントで表記される場合がある。
但し、通常の参加選手と、主催者による招待選手で、それぞれ異なる色のナンバーカードを用意する場合がある。この場合、招待選手は1から採番されることが多く、トップ選手や有名選手が1番を割り当てられることが多い。またナンバーカードは、例えば一般選手は白、招待選手は黄など、明確に識別できるようなカラーリングがされている。また、市民マラソンなどでは、招待選手に番号ではなく「氏名」が書かれたナンバーカードを着用させる場合もある。

## ソフトボール
ソフトボールでは、背番号（ユニフォームナンバー；UN）は1 - 99番までを使用しなければならない。ただし、監督は30番、コーチは31番と32番、主将は10番と定められている。
また、中学・高校での公式戦の場合、コーチ番号のうち、31番は教員、32番は外部指導者がつけるように定められているケースもある。

## ラグビー
ラグビーユニオンでは、一般的には、正選手には1 - 15番までが与えられ、その背番号がポジションを示す場合が多い。
現在ではフォワードからフルバックへと、1 - 15の順にナンバリングされているが、背番号がつけられるようになった当初は、1がフルバック、2 - 5がスリークォーターバック、6と7がハーフバック、8 - 15がフォワードというように、今とは逆に番号がつけられていた。
| 背番号  | ポジション     | 略号 |
| ------- | -------------- | ---- |
| 1       | 左プロップ     | PR   |
| 2       | フッカー       | HO   |
| 3       | 右プロップ     | PR   |
| 4       | ロック         | LO   |
| 5       | ロック         | LO   |
| 6       | フランカー     | FL   |
| 7       | フランカー     | FL   |
| 8       | NO.8           | NO.8 |
| 9       | スクラムハーフ | SH   |
| 10      | スタンドオフ   | SO   |
| 11      | ウイング       | WTB  |
| 12      | センター       | CTB  |
| 13      | センター       | CTB  |
| 14      | ウイング       | WTB  |
| 15      | フルバック     | FB   |
| 16 - 23 | 控え選手       | -    |

一方、ラグビーリーグでは、今でもフルバックの方から番号がつけられている。フルバックが1、バックスが2 - 7、そしてフォワードが8 - 13までである。ただし、ラグビーリーグでは、近年では選手背番号固定制を採用するチームが増え、ポジションと背番号は必ずしも一致しなくなっている。
| 背番号  | ポジション     | 略号 |
| ------- | -------------- | ---- |
| 1       | フルバック     | FB   |
| 2       | 右ウイング     | W    |
| 3       | センター       | C    |
| 4       | センター       | C    |
| 5       | 左ウイング     | W    |
| 6       | スタンドオフ   | SO   |
| 7       | スクラムハーフ | SH   |
| 8       | 左プロップ     | PR   |
| 9       | フッカー       | HO   |
| 10      | 右プロップ     | PR   |
| 11      | 第2列FW        | FL   |
| 12      | 第2列FW        | FL   |
| 13      | ロック         | LO   |
| 14 - 17 | 控え選手       | -    |

## バスケットボール
バスケットボールでは、各競技団体によって規定が異なる。
FIBAの国際ルールでは、1961年から、審判の3秒ルールに対するシグナルとの混同をさけるため、使用できる背番号は4 - 15番までとされていたが、2015年より0,00および1から99の番号が使用できるようになった。1桁数字に0を付けた01から09は使用できないが、0番と00番は同時に使用できる。ただし、大会主催者の決定によって使用する番号を制限することができる。
NBAでは、0（00） - 99番まで使用可能である。ただし、56以上の番号を使用するにはリーグの許可が必要であり、また同じチーム内に00と0番を着ける選手がいてはならないという条件がある。また、チームを移らずに背番号を変更する際は、同じチームで最低4年間は同じ背番号を着け、期限までにリーグに申請を行う必要がある。そして、新しい背番号は最低3年間着けなくてはならない。
アメリカの大学バスケットボールのNCAAでは、六進数の背番号が使用される。使える数字は 0 から 5 までの六種類で、0 から 55 までの三十六種類に、00 を合わせて計三十七種類が使用可能な番号である。六進数なので、数列は4 → 5 → 10 → 11 … 15 → 20 → 21… 55 となる。
B.LEAGUEでは、2桁の番号であればどの番号でも使用可能である。また、1桁の番号は0を前に付けることも可能である。
バスケットボールでも偉大な選手の背番号を永久欠番とする慣習がある。NBAで最も数が多いのはリーグ最多の優勝を誇るボストン・セルティックスで、現在21の背番号が永久欠番となっている。セルティックスの「18」はジム・ロストカフが着用していたが、永久欠番を辞退し、後にデイブ・コーウェンスが着用し永久欠番となった。2003年には、マイアミ・ヒートでプレーしていないにもかかわらず、マイケル・ジョーダンの背番号「23」がヒートの永久欠番となった。球団によってはコーチ、オーナー、ファンの他、コーチに纏わる記録までも永久欠番に指定している場合がある。また、現役中に事故や病気で亡くなった選手の番号が永久欠番となる場合もある。日本でも2010年に日立サンロッカーズの菅裕一、ライジング福岡の川面剛が永久欠番に指定されたが、それらの永久欠番はともに「11」である。
背番号がある特定の選手と結びついて記憶されていることも多く、カリーム・アブドゥル＝ジャバーの活躍以後は33番を着用する選手が増え、マイケル・ジョーダンの活躍以後は23番を着用する選手が増えた。特にジャバーの33番はバスケットボールのエースナンバー的扱いになり人気の背番号となった。その為、既に使用されていたり永久欠番になっていたりと使えない場合に前後の32番や34番を選ぶ例も多く（マジック・ジョンソンはレイカーズ入団時にジャバーが居たため32番を選択している）、そこから新しいエースナンバー的背番号が生まれている。また、尊敬する選手や親族と同じ番号を着用する選手もいる。
| 背番号 | 尊敬対象選手               | 着用選手                                                         |
| ------ | -------------------------- | ---------------------------------------------------------------- |
| 1      | アンファニー・ハーダウェイ | トレーシー・マグレディ                                           |
| 2      | ジェリー・ターカニアン     | グレッグ・アンソニー、ラリー・ジョンソン、ステイシー・オーグモン |
| 10     | ウォルター・ザービアック   | ウォーリー・ザービアック                                         |
| 11     | アルビダス・サボニス       | ジードルナス・イルガスカス                                       |
| 21     | マリック・シーリー         | ケビン・ガーネット                                               |
| 23     | マイケル・ジョーダン       | レブロン・ジェームズなど                                         |
| 25     | ベン・ウィルソン           | デリック・ローズ                                                 |
| 30     | デル・カリー               | ステフィン・カリー、セス・カリー                                 |
| 31     | レジー・ミラー             | ショーン・マリオン                                               |
| 32     | マジック・ジョンソン       | ジェイソン・キッド、シャキール・オニールなど                     |
| 33     | パトリック・ユーイング     | アロンゾ・モーニングなど                                         |
| 91     | デニス・ロッドマン         | ロン・アーテスト                                                 |

一般的には、ガードの選手は1番、3番など小さい数字を、パワーフォワードやセンターなど背の高い選手は大きい数字を選択すると言われている。

## アメリカンフットボール
アメリカンフットボールでは1915年からユニフォームに番号着用が義務付けられた。ポジションごとに選手の番号が規定されており、審判が各選手の不正な動きを判断する作業を助けている。番号はユニフォームの前と後ろに大きく、両肩やヘルメットにも書かれている。そのため、アメリカンフットボールでは、背番号ではなく番号と表現する。

### NFL
NFLでは1952年に番号の割り当てがルールに規定され、1973年、2004年に改正された。
更に、2021年に大幅に改定され、背番号のルールが大きく緩和された。
| 範囲  | QB  | RB  | WR  | TE  | OL  | DL  | LB  | DB  | K / P |
| ----- | --- | --- | --- | --- | --- | --- | --- | --- | ----- |
| 1–9   | Yes | Yes | Yes | Yes | No  | No  | Yes | Yes | Yes   |
| 10–19 | Yes | Yes | Yes | Yes | No  | No  | Yes | Yes | Yes   |
| 20–29 | No  | Yes | Yes | Yes | No  | No  | Yes | Yes | No    |
| 30–39 | No  | Yes | Yes | Yes | No  | No  | Yes | Yes | No    |
| 40–49 | No  | Yes | Yes | Yes | No  | No  | Yes | Yes | No    |
| 50–59 | No  | No  | No  | No  | Yes | Yes | Yes | No  | No    |
| 60–69 | No  | No  | No  | No  | Yes | Yes | No  | No  | No    |
| 70–79 | No  | No  | No  | No  | Yes | Yes | No  | No  | No    |
| 80–89 | No  | Yes | Yes | Yes | No  | No  | No  | No  | No    |
| 90–99 | No  | No  | No  | No  | No  | Yes | Yes | No  | No    |

番号は選手の登録上のポジションを基準に決められる。登録しているポジションとは異なるポジションでプレーすることは可能であり、1番をつけたQBがワイドレシーバーの位置につくことも可能である。
ただし、攻撃では「有資格の番号（1～49、80～89）」「無資格の番号（50～79、90～99）」の2種類の大別されており、この区分を越えるようなポジション変更は、プレー毎にプレー前にあらかじめ審判に報告しなければならない。
なお、プレシーズン中はチームはレギュラーシーズン中より多くの選手を抱えることがあるため、必ずしも上記ルールに従って番号を割り当てる必要はない。この場合、53名のロースターが確定した後に、上記ルールに従って再割り当てを行う必要がある。

#### ワイドレシーバーの番号
ワイドレシーバー（WR）の番号は1973年に80 - 89と規定されたが、1996年、80番台に空きがなくなったニューヨーク・ジェッツに入団したキーション・ジョンソンは、19番の使用を求め、彼の主張は認められた。その後、2004年、空きがあってもワイドレシーバーが10 - 19番を使用することを正式に認めた。

#### 番号の割り当てをめぐるトラブル
- 2006年、ニューオーリンズ・セインツのランニングバック（RB）のレジー・ブッシュはUSC時代に使用していた5番の使用を認めるか、番号規定を変更するよう求めたが、NFL側は「1人の選手にだけ例外を認めることはできない」としてこれを却下し、チームは25番を与えた[8]。
- シアトル・シーホークスに在籍したラインバッカー、ブライアン・ボズワースはオクラホマ大学時代に44番を使用しており、プロ入り後の1987年のプレシーズンでも44番で通した。彼はシーズンでも44番の使用を求めてNFLに対して訴訟を起こしたが敗訴し、結局55番に変更した。

なお、いずれの場合についても、2021年の大幅改定により、現在ではNFLでの着用が認められている。

#### 0番と00番
1973年の規定以降、NFLでは0番と00番は使用することはできなかった。しかし、これ以前に着用していた例はあり、クォーターバックのジョニー・クレメント、ランニングバックのジョニー・オルシェフスキ、セイフティのオバート・ローガンが0番を着用していた。 作家のジョージ・プリンプトンは、かつて参加していたデトロイト・ライオンズのプレシーズントレーニングで、クォーターバックとして0番を着用した。 また、00番はジム・オットーは、オークランド・レイダースで着用しており、 ヒューストン・オイラーズのワイドレシーバーのケン・バローも、1970年代に00番を着用していた。 近年では、ラインバッカーのブライアン・コックスがニューイングランド・ペイトリオッツでの2001年のプレシーズンに0番を着用したが、レギュラーシーズンでは、51番に切り替えた。なお、先頭に「0」が付いた01から09までの番号は、未だ使用されておらず、規定の上では許可される（ただ、1から9までの番号と同じと見なされる）。
しかし、0番については、2023年シーズンより着用することが認められた。

### NCAA
カレッジフットボールでは、より緩やかな番号割り当て制度が採用されている。ルールでは「無資格」ポジション（オフェンシブライン）の番号は50から79と規定されている。他にも攻撃側にはポジションごとの番号は規定されているが「強く推奨」であり義務ではない。また、守備側には規定がない。さらに、NFLよりも先に0番を着用することも解禁された。

## アイスホッケー
アイスホッケーでは、1 - 99までの背番号の使用が認められる。
| 背番号            | 選手の特徴 |
| ----------------- | --- |
| 1, 30, 31, 33, 35 | ほとんどの場合、1番がGKの背番号となる。また30、31、33、35番もGKの背番号とされることが多い。 |
| 2 - 8             | DFである場合が多い。 |
| 9, 10, 11 -       | FWはほとんどの場合、9番や10番台の背番号をつけ、それよりも大きい数字の背番号をつけることも多い。また、9番はチームの主力FWの背番号となる場合が多い。 |
| 99                | “アイスホッケーの神様”ウェイン・グレツキーが現役時代につけていた背番号で、NHLでは全チームから永久欠番として扱われている。グレツキーのデビュー以前は30番より若い数字の背番号が主流となっていたがグレツキーの影響で大きい数字の背番号をつける選手が見られるようになった。 |

## ハンドボール
ハンドボールのユニフォームには、背番号と胸番号の表示が義務付けられている。番号は1番から99番までが認められている。サッカーと同様、ゴールキーパーが1番や12番、16番などを着用することが多いが、規則上の規定は無い。
ゴールキーパー以外のポジションに関しては、明確な統一性はみられない。交代が自由であることもあり、正ゴールキーパーが1番以外を着用するなど、主力選手が大きな背番号を着用する例も珍しくない。

## バレーボール
ポジションごとの背番号は決まっていないが、以前はスタートポジションの後衛ライトから始まるサーブ順に、1→2→3→4→5→6と背番号を振るのが一般的だった。そのため、4番は前衛のレフトに入る選手に割り当てられ、そこはエースが入るポジションでもあるため、4はエースナンバーだった。中学、高校のバレーにはまだこの名残があり、4はチームの大黒柱という印象。また、1も伝統的にキャプテンが付ける番号のイメージが強い。
国際的に使用できる番号は年々増え、1 - 18番（FIVBの公式大会では1 - 20番）となったが、ワールドリーグでは2014年には22番の選手も、2015年には25番の選手も出場した。日本のVリーグでは、かつて0や00番を付けた選手（佐々木みき）がいた。
日本国内に関して、6人制・9人制で、数字の高さの指定が異なる。